# Kuo Jüe
Kuo Jüe, čínsky pchin-jinem Guō Yuè, znaky zjednodušené 郭跃 (* 17. července 1988 An-šan) je čínská stolní tenistka.
Je dvojnásobnou olympijskou vítězkou (2008 a 2012) ze soutěže družstev.